# Donja šuplja vena
Donja šuplja vena (lat. vena cava inferior) je velika vena koji dovodi deoksigeniranu krv iz donje polovice tijela u desnu pretklijetku srca. 
Donja šuplja vena nastaje spajanjem lijeve i desne zajedničke bočne vene (lat. vena iliaca communis), a u nju se još ulijevaju:
- slabinske vene (lat. venae lumbales)
- donje ošitne vene (lat. venae phrenicae inferiores)
- dvije bubrežene vene (lijeva i desna) - lat. vena renalis
- dvije nadbubrežene vene (lijeva i desna) - lat. vena suprarenalis
- jetrene vene (obično tri) - lat. venae hepaticae
- dvije sjemenične vene (lat. vena testicularis) ili dvije jajnične vene (lat. vena ovarica) - lijeva i desna